# Hajós Zsigmond
Dömsödi Hajós Zsigmond (Dömsöd, 1839. május 12. – Újpest, 1911. június 25.) magyar operaénekes (tenor).

## Életútja
Hajós Sámuel és Varga Julianna fia. Teológiai pályára készült, az utrechti és a Heidelbergi Egyetemen tanult. Énekelni Stoll Péternél tanul. 1868-ban került a Nemzeti Színházhoz, amelynek énekese maradt 1873-ig. Első sikerét Sever szerepében aratta 1868-ban. Hosszas európai körút után, 1883-ban tért vissza Budapestre, ahol az Operaházban énekelt nyugdíjazásáig, 1890-ig. Elsősorban a hőstenor szerepeket énekelte. Házastársa Fertl Anna.

## Főbb szerepei
- Bellini: Norma - Sever
- Bizet: Carmen - Don José
- Erkel Ferenc: Bánk bán - Bánk
- Gounod: Faust - Faust
- Rossini: Tell Vilmos - Arnold
- Verdi: A trubadúr - Manrico
- Verdi: Ernani - Ernani
- Wagner: Tannhäuser - Tannhäuser
- Wagner: Lohengrin - Lohengrin